# Mastaba
Mastaba er et oldegyptisk begravelsesmonument bestemt for de tidligste konger af landet. Mastaba betyder "bænk" på arabisk og hentyder til formen på denne gravtype.
Mastabaen bliver i Egypten afløst af pyramiderne som gravkamre for landets konger, selvom man til tider ser, at visse konger som eksempelvis Djedefre, søn af Khufu, valgte en Mastaba som sidste hvilested på trods af, at hans fader netop havde bygget Egyptens største pyramide.
Det er med udgangspunkt i Mastabaen, at pyramiderne opstår. Dette ses i forbindelse med Djosers gravanlæg i Sakkara, som er det første egyptiske monument i sten. Denne grav begyndte oprindeligt som en mastaba, men man besluttede (Djoser og Imhotep formodentlig), at man ville opbygge en grav af adskillige mastabaer stablet oven på hinanden, og således opstod den første trinpyramide i Egyptens historie.
Senere, hvor det var normalt for konger at blive gravlagt i pyramider, blev mastabaen den foretrukne grav til gravlæggelse af kongens nærmeste hof, vesiren og de øverste embedsmænd.